# Мерія (фільм, 1996)
Мерія — американський драматичний фільм 1996 року режисера Гарольда Бекера з Аль Пачіно, Джоном К'юсаком, Бріджит Фондою та Денні Аєлло в головних ролях. Цей фільм став другим спільним проєктом для Бекера та Пачіно, які раніше разом працювали над фільмом «Море кохання» (1989).

## Сюжет
Фільм починається з промови мера Нью-Йорка Джона Паппаса. Його заступник Кевін Келхун із захватом спостерігає за виступом свого боса та розповідає, що незабаром все докорінно зміниться. Тим часом детектив NYPD Едді Сантос і наркоторговець Тіно Дзапатті, який приходиться племінником відомому мафіозі Полу Дзапатті, влаштовують перестрілку на розі Брукліна. В результаті стілянини вони обидва гинуть, проте ще однією випадковою жертвою стає 6-річний хлопчик.
Відразу після трагедії журналістам стає відомо, що Тіно вже мав проблеми із законом та дивним чином був зільнений, отримавши лише умовний термін. Цей факт викликає обурення, оскільки його затримання та подальше ув'язнення могли запобігти жахливим наслідкам. Кевін Келхун береться перевірити всі подробиці, бо відчуває, що тут щось не так. Він звертається до свого приятеля Ейба Гудмана та отримує звіт про судове засідання у справі Тіно. Найбільше Кевіна дивує той факт, що суддею був призначений Волтер Стерн, репутація якого не підлягає сумнівам. Тим не менш Келхун продовжує власне розслідування та швидко знаходить зв'язок між вуличним наркоторговцем та впливовими людьми в політичних колах…

## У ролях
- Аль Пачіно — мер Джон Паппас
- Джон К'юсак — Кевін Келхун
- Бріджит Фонда — Мерібет Коган
- Денні Аєлло — Френк Ансельмо
- Мартін Ландау — суддя Волтер Стерн
- Девід Пеймер — Ейб Гудмен
- Ентоні Франсіоза — Пол Дзапатті
- Річард Шифф — Ларрі Шварц
- Ліндсі Дункан — Сідні Паппас
- Нестор Серрано — детектив Едді Сантос
- Мел Вінклер — детектив Голлі
- Луна Лорен Велез (як Лорен Велез) — Ілейн Сантос

### Касові збори
Фільм вийшов на екрани 16 лютого 1996 року в 1815 кінотеатрах. В дебютний тиждень у прокаті США вдалося зібрати 8 мільйонів доларів, що дозволило посісти загальне 4 місце серед прем'єр. Після другого тижня фільм опустився на 6 місце, зібравши 13,8 мільйона доларів. Фільм зібрав 20,3 мільйона доларів у США та Канаді та 13,1 мільйона доларів на міжнародному ринку, що склало 33,4 мільйона доларів у всьому світі.